# Aulostyrax nuciferae
Aulostyrax nuciferae is een keversoort uit de familie bladkevers (Chrysomelidae). De wetenschappelijke naam van de soort werd in 1929 gepubliceerd door Maulik.